# Орнано Пиколо (Терамо)
Орнано Пиколо (итал. Ornano Piccolo) је насеље у Италији у округу Терамо, региону Абруцо.
Према процени из 2011. у насељу је живело 78 становника. Насеље се налази на надморској висини од 479 м.